# Туманность Улитка
Туманность Улитка (Helix Nebula, NGC 7293, другие обозначения — PK 36-57.1, ESO 602-PN22) — планетарная туманность в созвездии Водолей на расстоянии 650 световых лет от Солнца. Одна из самых близких планетарных туманностей. Открыта Карлом Людвигом Хардингом в 1824 году.
Этот объект входит в число перечисленных в первом издании «Нового общего каталога».
В связи с характерным видом пользователи Интернета и журналисты окрестили этот космический объект как «Око Бога» или «Глаз Бога». Его фотография была «астрономической картинкой дня НАСА» 10 мая 2003 года.

## Основная информация
Туманность «Улитка» зародилась благодаря окончанию «жизненного пути» звезды главной последовательности, подобной Солнцу. Сейчас на её месте остался лишь белый карлик.
Туманность находится на расстоянии 650 световых лет от Солнца и охватывает область пространства в 2,5 светового года. Благодаря камере ACS, установленной на космическом телескопе «Хаббл», и данным наблюдений Национальной обсерватории Китт-Пик, удалось установить, что скорость расширения туманности составляет 31 км/с. На основе этого определён возраст туманности — 10 600 лет.
В 100-мм телескоп данная туманность выглядит большой и яркой. Заметна овальная форма и то, что северный край более тусклый, чем остальная часть туманности.

## Галерея

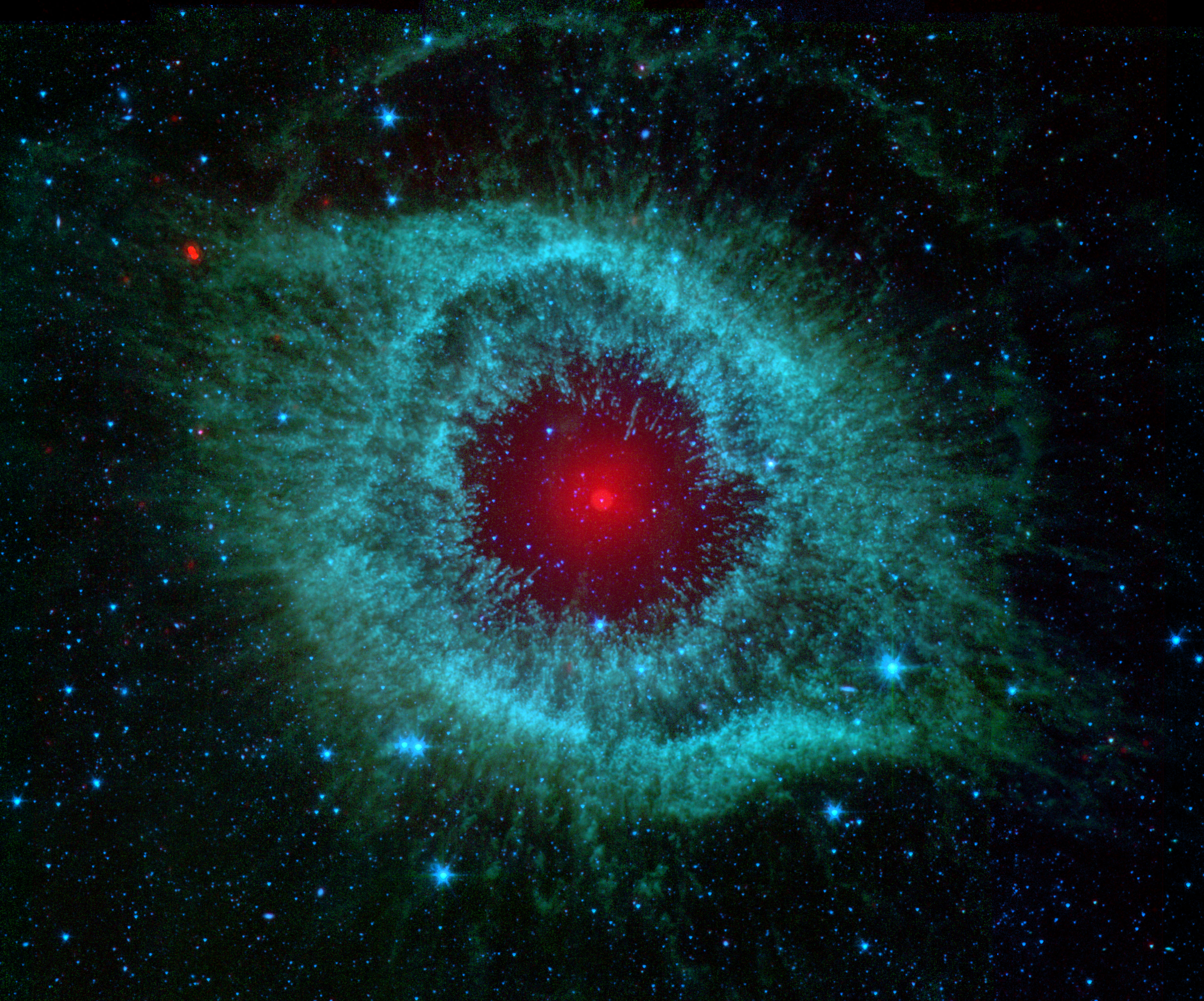
Изображение в инфракрасном диапазоне, полученное при помощи космического телескопа «Спитцер»
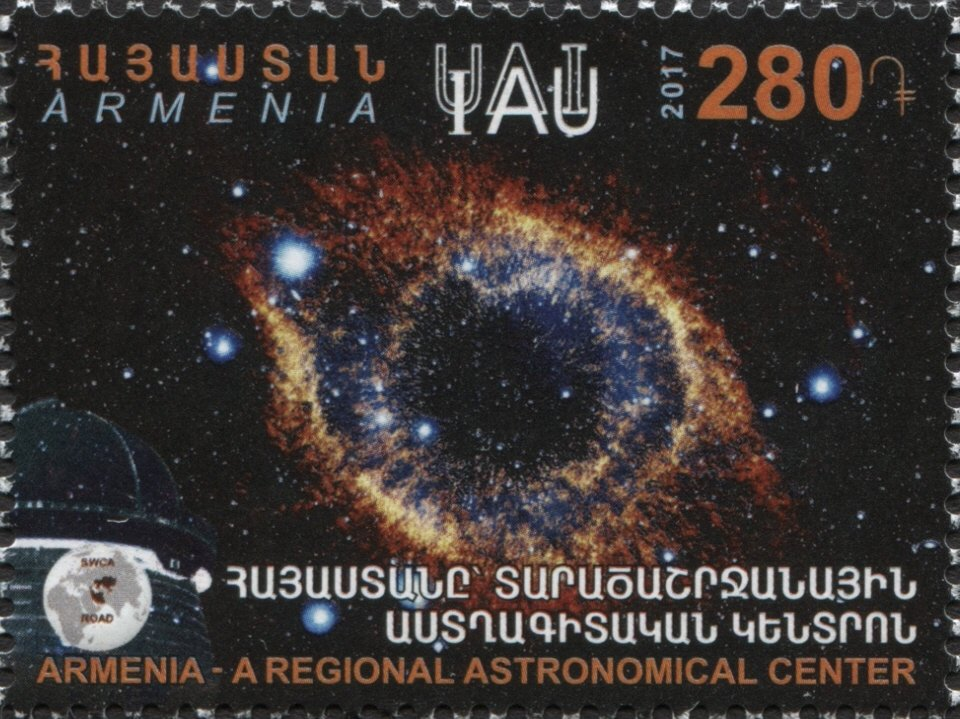
Туманность Улитка на почтовой марке Армении 2017 года, посвящённой провозглашению Армении региональным астрономическим центром Международным астрономическим союзом
Детализированный фрагмент